# Miniszámítógép

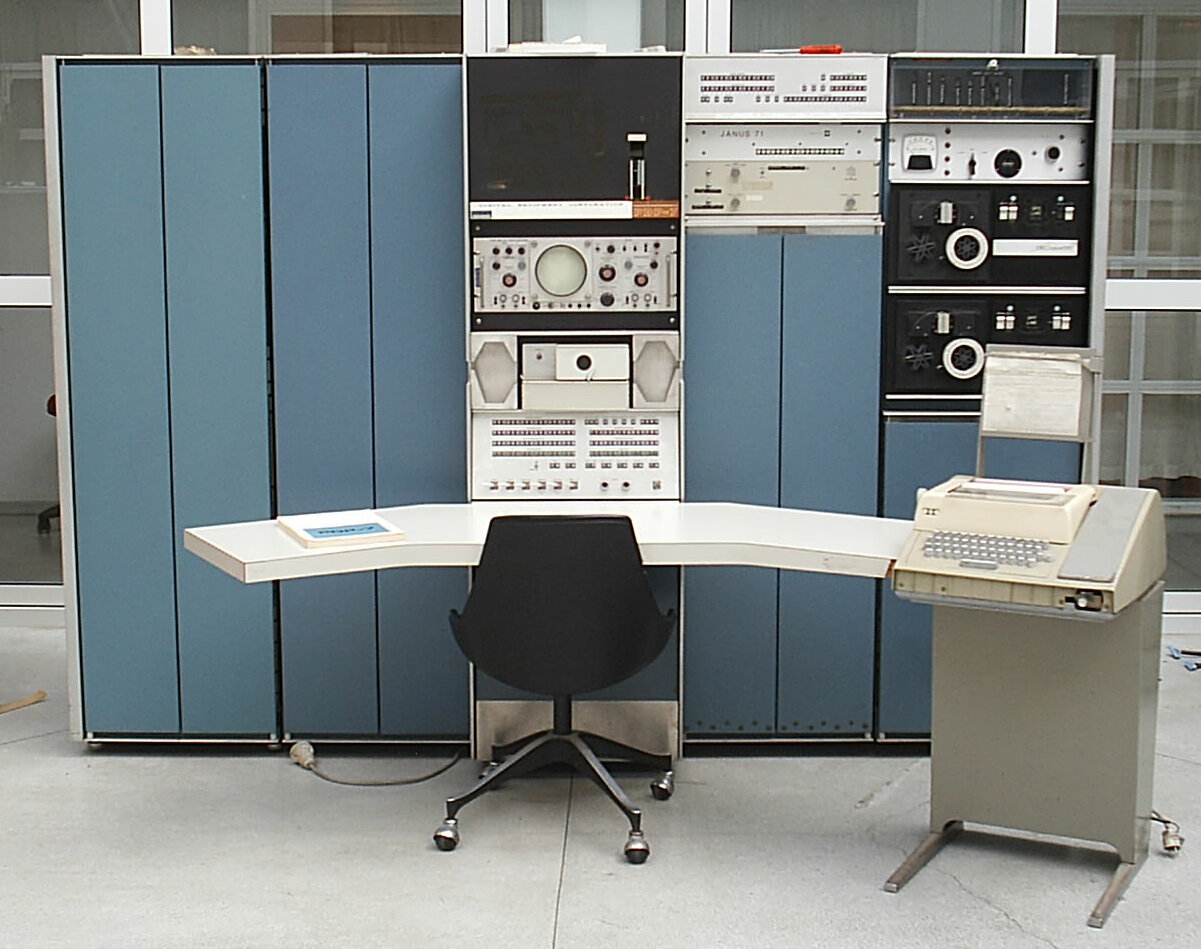
PDP 7

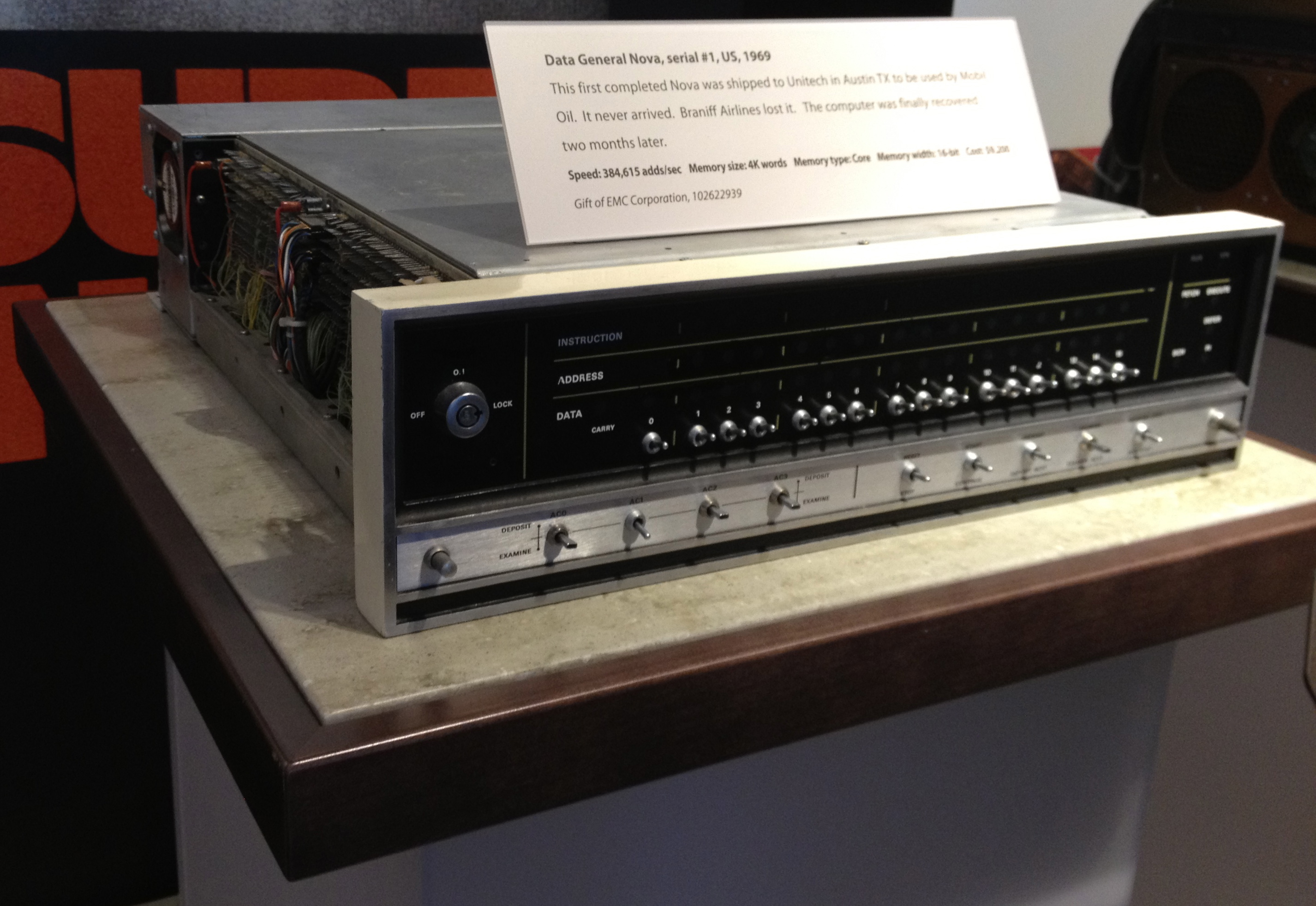
Az 1-es sorszámú Data General Nova gép az első 16 bites miniszámítógép, a Computer History Museum-ban kiállítva

A miniszámítógép (röviden mini) egy olyan kifejezés volt az 1970-es évektől kezdve, amely a több felhasználós számítógépek egy olyan osztályára vonatkozik, amely a számítási spektrum középső részén fekszik, a legnagyobb több felhasználós rendszerek (nagyszámítógépek) és a legkisebb egy felhasználós számítógépek (személyi számítógépek) között.
A '70-es, '80-as években ez az osztály egy elszigetelt csoportot alkotott, saját hardverrel és operációs rendszerrel. Amíg az elszigeteltség a nagyszámítógépek és a kisebb számítógépek között meglehetősen tisztán megmaradt, addig a kortárs középosztályos számítógépeket nem különböztetik meg erősen a személyi számítógépektől, mert bár teljesítményük nagyobb, kompatibilisek a személyi számítógépekkel. Modernebb kifejezések a miniszámítógép típusú számítógépekre a midrange számítógép (IBM), a workstation (munkaállomás – Sun Microsystems és általános UNIX/Linux kifejezés) és szerver.

## Eredet és piaci elterjedés
A miniszámítógép kifejezés az 1960-as években fejlődött ki, a „kis” harmadik generációs számítógépek leírására, amelyek elérhetővé váltak a tranzisztor és a ferritgyűrűs memória technológiájának használatával. A kifejezés közel ugyanabban az időben jött divatba, mint a miniszoknya és a miniautó. Általában egy vagy néhány szekrényt foglalnak el, egy vagy két hűtőszekrény nagyságú méretükkel, ezzel szemben a nagyszámítógépek általában egy egész szobát kitöltenek. Az első sikeres miniszámítógép a Digital Equipment Corporation 12 bites PDP–8-asa, amelynek ára 16 000 USD volt 1964-es kiadásakor. A PDP–8 fontos elődje volt a PDP–5, a LINC, a TX–0, a TX–2 és a PDP–1. A Digital Equipment lendületet adott számos, 128-as út menti, miniszámítógépet gyártó cég létrejöttének, például a Data Generalénak, a Wang Laboratoriesének, az Apollo Computerének és a Prime Computerének.
A TTL integrált áramkörök 7400-as sorozata az 1960-as évek végén jelent meg a miniszámítógépekben. A 74181-es aritmetikai-logikai egység (ALU) rendszerint a CPU adatelérési útjainál volt használatos. Mindegyik 74181-esnek volt egy négy bit szélességű sínje, ezért a népszerű bitszeletelő architektúra. A 7400-as sorozat rendelkezett adatválogatóval,
multiplexerekkel, három állapotú pufferekkel, memóriákkal stb. DIL-ekben (dual in-line package) tizedhüvelykes felosztásban, amely a rendszer összetevőit és a felépítést puszta szemmel is átláthatóvá teszik. Az 1980-as évektől sok miniszámítógép VLSI (Very Large Scale Integration) áramköröket használt, amely gyakran a hardverelrendezés átláthatóságának rovására ment.
Ahogyan a mikroszámítógépek fejlődtek az 1970–80-as években, a miniszámítógépek lefedték a középkategória tartományát az alacsony energiaigényű mikroszámítógépek és a nagy kapacitású nagyszámítógépek között. Ebben az időben a mikroszámítógépek egy felhasználósak, viszonylag egyszerűek voltak, egy egyszerű programindító operációs rendszert futtatva, mint például a CP/M vagy az MS-DOS, míg a miniszámítógépek jóval erősebb rendszerek voltak, amelyeken teljes több felhasználós rendszerek futottak, párhuzamos feladat végrehajtásra alkalmas operációs rendszerekkel, mint a VMS és a Linux, gyakran a BASIC időosztásos verzióival az alkalmazásfejlesztéshez (a MAI Basic Four rendszerek nagyon népszerűek ebben a vonatkozásban).
A klasszikus miniszámítógép 16 bites volt, míg a kialakulóban lévő, nagyobb teljesítményű 32 bites miniszámítógépekre gyakran hivatkoztak „supermini”-ként.

## Az 1980-as évek közepe, 1990-es évek
A miniszámítógépek utat engednek a mikroszámítógépeknek.
A miniszámítógépek hanyatlása a mikroprocesszorral ellátott hardverek alacsonyabb költségeinek köszönhető, a feljövő olcsó és könnyen felállítható helyi hálózati rendszereknek, a 80286-os és 80386-os mikroprocesszorok megjelenésének, és a végfelhasználók érdeklődése is elgyengült a rugalmatlan miniszámítógép gyártók és IT kirendeltségek (számítóközpontok) iránt – ennek eredményeként a miniszámítógépeket és a „buta” (csak kommunikációra alkalmas) terminálokat felváltották a hálózati munkaállomások és szerverek, és a PC-k, a ’80-as évek második felére.
Az 1990-es évek alatti váltás a miniszámítógépekről az olcsóbb PC hálózatokra néhány Unix verzió fejlesztése által lett megalapozva, amelyek az x86-os architektúrán futottak, mint például a Solaris, minix, FreeBSD, NetBSD és OpenBSD. Ezenkívül a Microsoft Windows operációs rendszer kiadásai, a Windows NT-től kezdve, melyek már magukba foglalnak olyan szerververziókat, amelyek támogatják a terheléselosztó kiszolgálást és más szerveken használatos tevékenységeket.
Ahogy a mikroprocesszorok egyre nagyobb teljesítményűekké váltak, a CPU-k egyre több komponensből épültek fel, egyszerre a különbségek a nagyszámítógépek, középteljesítményű számítógépek és a mikroszámítógépek között kezdtek egyre inkább elhalványodni még a legnagyobb nagyszámítógépek esetében is.
A Digital Equipment Corporation volt a legnagyobb miniszámítógép-gyártó, egyben a második legnagyobb számítógép-társaság az IBM mögött. Mivel azonban a miniszámítógép háttérbe szorult a UNIX szerverek és az Intel alapú PC-k mellett, nem csak a DEC, de majd minden mikroszámítógép-gyártó cég – beleértve a Data Generalt, a Prime-ot, a Computervisiont, a Honeywellt és a Wang Computert – összeomlott. A DEC-et 1999-ben eladták a Compaq-nak.

## A miniszámítógép ipari hatásai és öröksége
Néhány úttörő számítógép cég először gyártott miniszámítógépeket, mint például a Digital, a Data General, és a Hewlett-Packard (HP) (aki a HP3000-es miniszámítógépére inkább hivatkozott ’szerverként’, mint miniszámítógépként). Habár a mai PC-k tisztán
mikroszámítógépek fizikailag, felépítésüket tekintve a CPU és az operációs rendszerük nagyrészt a miniszámítógépek tulajdonságainak integrálásával fejlődött ki. A szoftveres összefüggéseket tekintve, a mikroszámítógépek viszonylag egyszerű operációs rendszerét általában a miniszámítógépek operációs rendszere ihlette (mint például a CP/M hasonlósága a Digital RSTS) és napjaink több felhasználós operációs rendszereit is vagy ezek ihlették vagy direkt módon a miniszámítógépek operációs rendszereiből származtatták (a UNIX eredetileg egy miniszámítógép operációs rendszere volt).